# الیز تامیلا
 الیز تامیلا (انگلیسی: Elise Tamaëla؛ زادهٔ ۲۲ ژانویهٔ ۱۹۸۴) یک تنیس‌باز اهل هلند است.